# بهاوالپور (ایالت شاهزاده)
بهاوالپور (اردو: بہاولپُور) منطقه‌ای در هند بریتانیا و بعدها پاکستان بود، که پس از انحلال طرح یک واحدی با پنجاب غربی ترکیب شد تا ایالت مدرن پنجاب امروزی تشکیل داده شود. از سال ۱۹۴۷ تا ۱۹۵۵ به عنوان یک ایالت خودمختار شناخته می‌شد.